# Donceel
Donceel (en wallon Doncél) est une commune francophone de Belgique située en Région wallonne dans la province de Liège, ainsi qu'une localité où siège son administration.
La commune compte environ 3 000 habitants pour une superficie de 23,32 km2, soit une densité d'environ 130 habitants au km2.

## Géographie

### Sections de commune
| # | Nom     | Superf. (km²) | Habitants (2020) | Habitants par km² | Code INS |
| - | ------- | ------------- | ---------------- | ----------------- | -------- |
| 1 | Donceel | 4,68          | 383              | 82                | 64023A   |
| 2 | Limont  | 4,26          | 820              | 193               | 64023B   |
| 3 | Jeneffe | 6,83          | 832              | 122               | 64023C   |
| 4 | Haneffe | 7,68          | 1.053            | 137               | 64023D   |

### Communes limitrophes
| Waremme | Remicourt |                         |
| Faimes  | Donceel   | Fexhe-le-Haut-Clocher   |
|         | Verlaine  | Saint-Georges-sur-Meuse |

## Démographie

### Démographie: Avant la fusion des communes
- Source: DGS recensements population

### Démographie: Commune fusionnée
En tenant compte des anciennes communes entraînées dans la fusion de communes de 1977, on peut dresser l'évolution suivante:
Les chiffres des années 1831 à 1970 tiennent compte des chiffres des anciennes communes fusionnées.
- Source: DGS , de 1831 à 1981=recensements population; à partir de 1990 = nombre d'habitants chaque 1 janvier[1]

## Héraldique
|  | La commune possède des armoiries qui lui ont été octroyées le 30 avril 1999. Ce sont celles de la famille Donmartin, seigneurs de Haneffe aux XIIIe et XIVe siècles. Comme cette commune avait, à l'époque médiévale, la plus grande superficie, les armoiries de cette famille ont été chosies pour représenter la nouvelle commune issue de la fusion de communes de 1977. Blasonnement : D'azur à six fleur de lis d'or rangées 3, 2 et 1. Source du blasonnement : Heraldy of the World. |

## Politique et administration

### Collège et conseil communal 2024-2030
Ci-dessous, le tableau des résultats des élections communales de 2024.
| Parti | Parti      | Voix (2024) | Voix (2018) | % (2024) | % (2018) | +/-   | Sièges  | +/- | Collège |
| ----- | ---------- | ----------- | ----------- | -------- | -------- | ----- | ------- | --- | ------- |
|       | HC DONCEEL | 562         | -           | 25,27%   | -        | 0.0 % | 3 / 13  | 3.0 | Non     |
|       | IC         | 1.662       | 1.707       | 74,73%   | 75,93%   | 1.2 % | 10 / 13 | 1.0 | Oui     |
|       | RENOUVEAU  | -           | 541         | -        | 24,07%   | 0.0 % | - / 13  | 2.0 | Non     |
| Total | Total      | 2 224       | 2 248       | 100 %    | 100 %    |       | 13      |     |         |

| Collège communal  |                             |                         |
| ----------------- | --------------------------- | ----------------------- |
| Bourgmestre       | Geneviève Bernard Rolans    | MR - Intérêts Communaux |
| 1er Échevine      | Marie-Cécile Bruwier Lahaye | Intérêts Communaux      |
| 2e Échevin        | Gauthier Viatour            | MR - Intérêts Communaux |
| 3e Échevin        | Robert François             | Intérêts Communaux      |
| Président du CPAS | Philippe Mordant            | MR - Intérêts Communaux |